# Strumigenys lanuginosa
Strumigenys lanuginosa är en myrart som beskrevs av Wheeler 1905. Strumigenys lanuginosa ingår i släktet Strumigenys och familjen myror. Inga underarter finns listade i Catalogue of Life.

## Bildgalleri

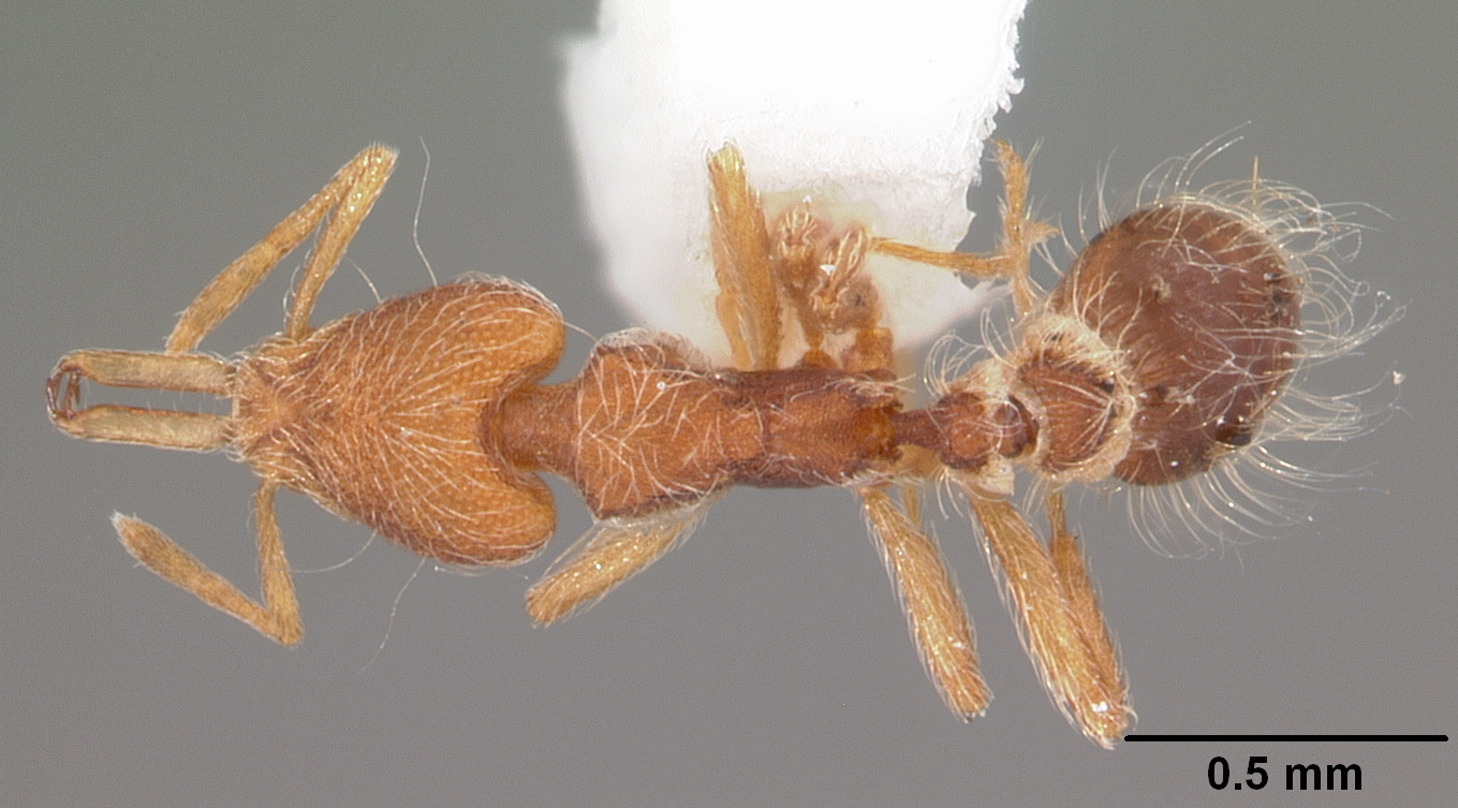
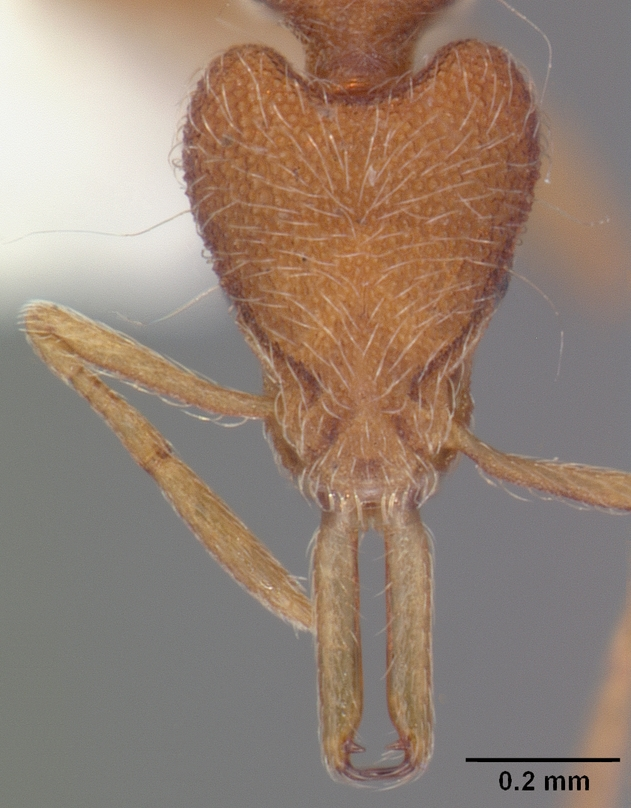
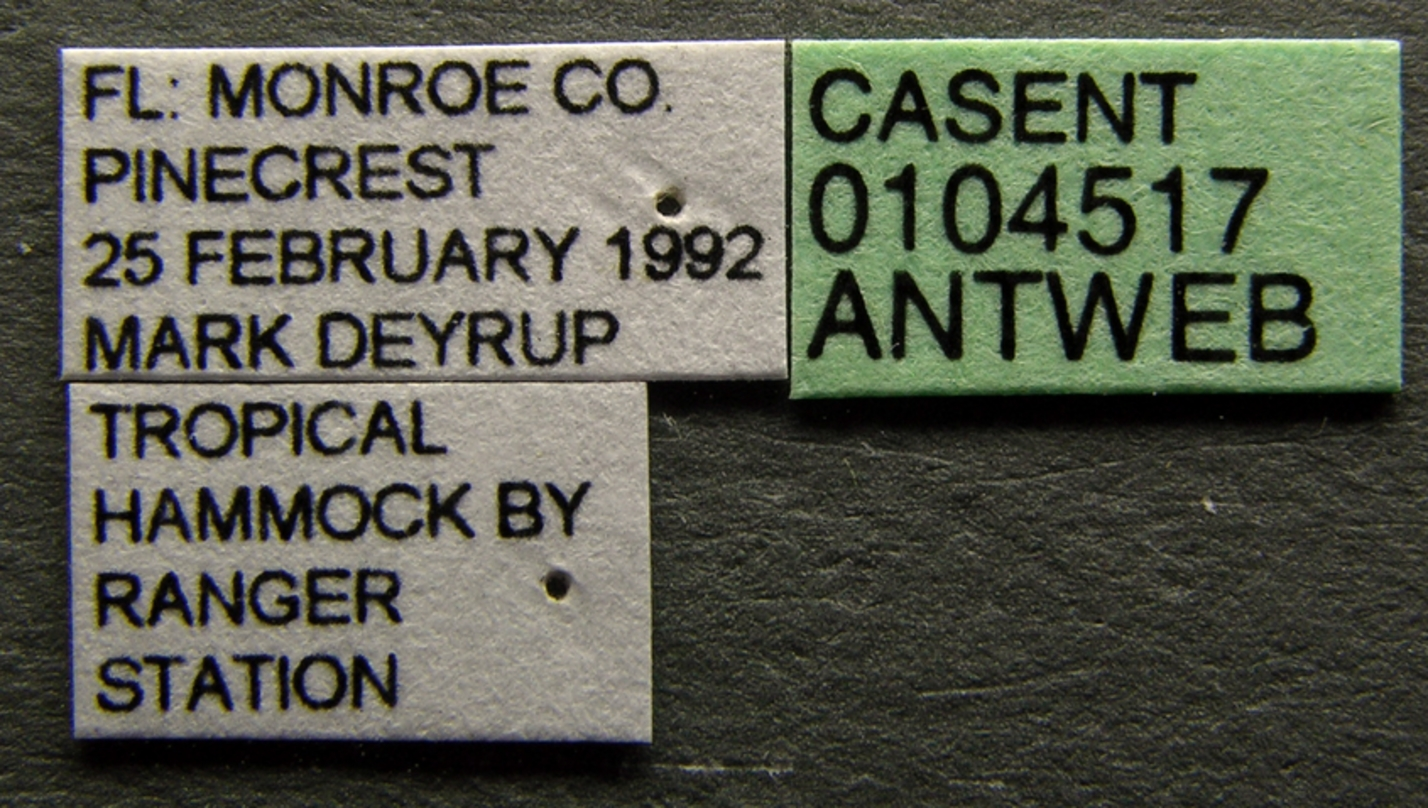
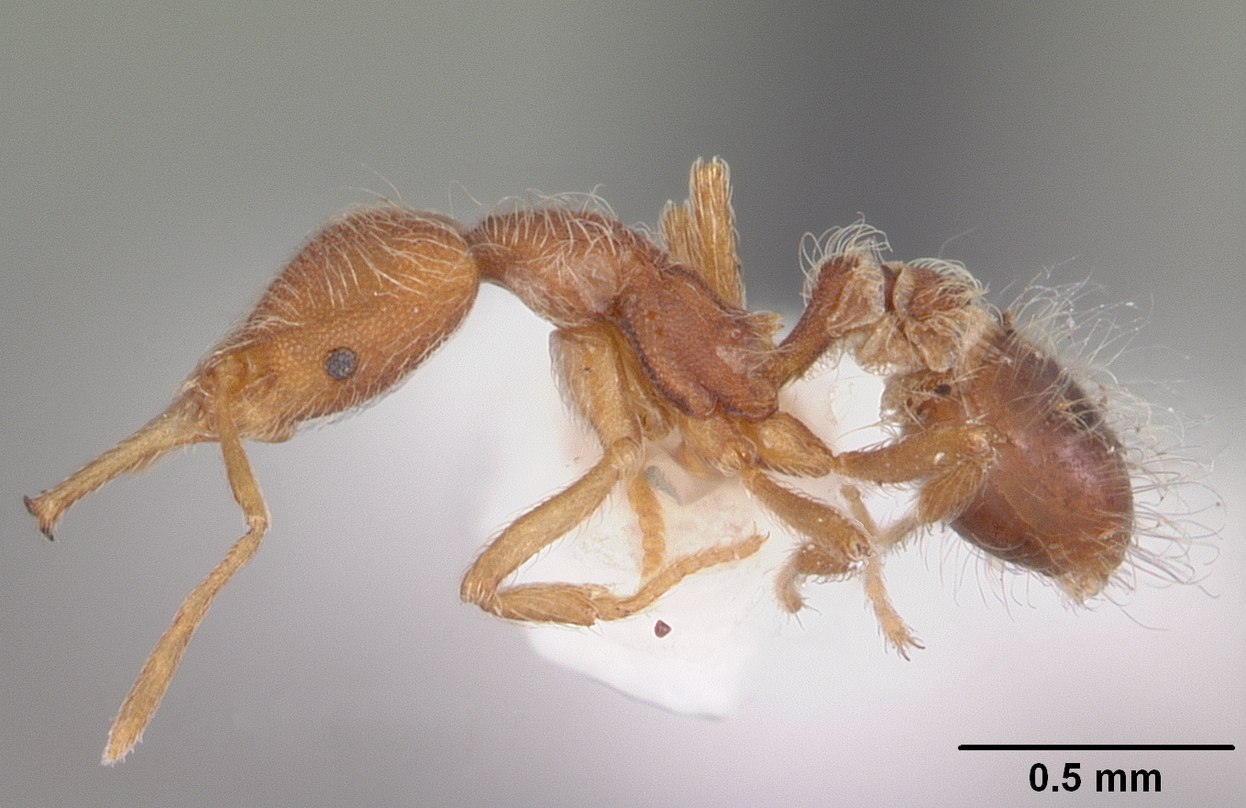
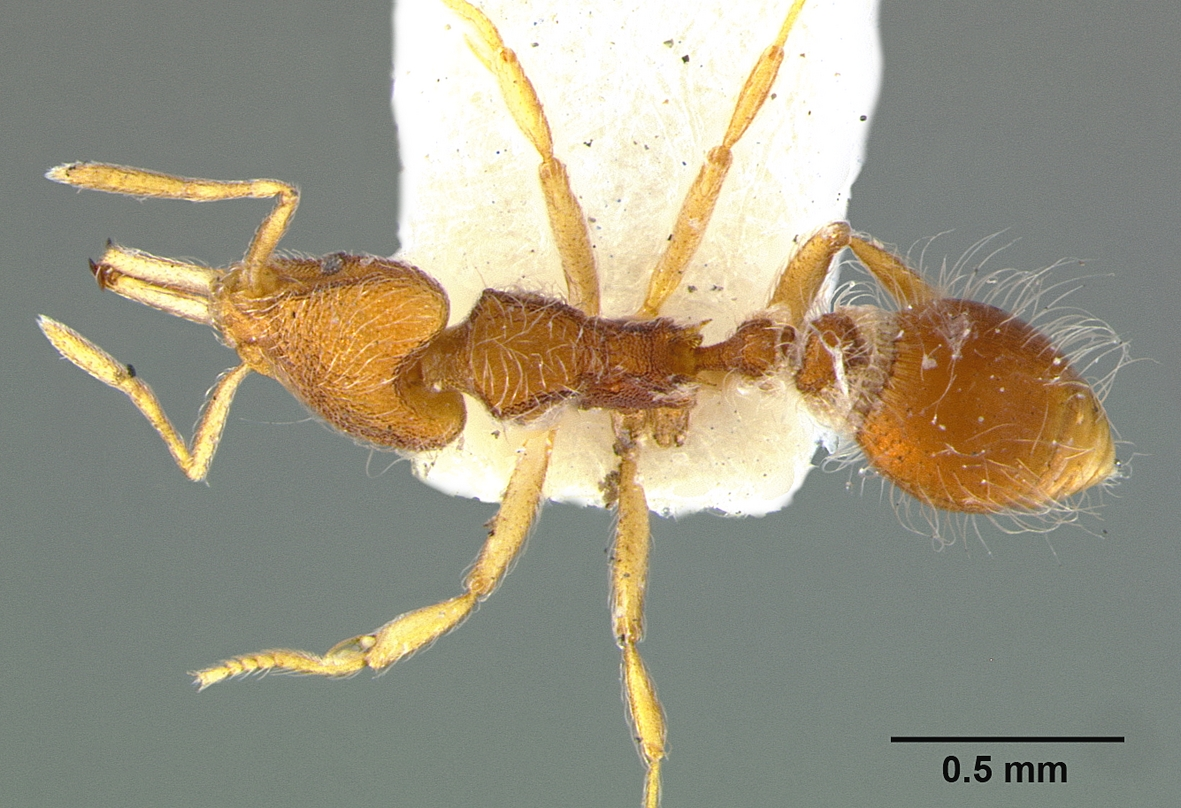
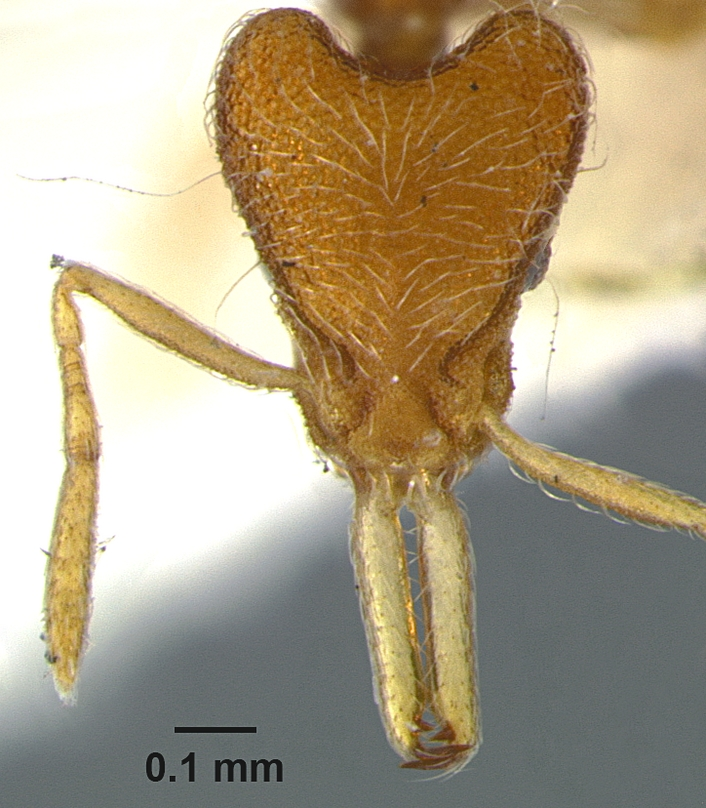